# Юденягд
Ю́денягд (нем. Judenjagd, «Охота на евреев») — это общее обозначение мероприятий по поиску, истреблению, ограблению и так далее евреев по национальному признаку, скрывавшихся в оккупированной немцами Польше, и инициируемые немцами, поляками и представителями других национальностей на протяжении всей оккупации страны во Второй мировой войне, где стремлением «участия в охоте» для невоенных являлось материальное и финансовое вознаграждение от оккупационной власти, а также желание присвоить еврейское имущество. Этот термин был введен Кристофером Р. Браунингом. Целью «охот» были евреи, спрятанные среди польского нееврейского населения или в лесах — как правило, это были беглецы от ликвидации гетто и депортации в нацистские концентрационные лагеря. Жертвами влияния таких охот оказались не менее 200 000 евреев.

## Жертвы
По некоторым оценкам, во время оккупации из-за влияния юденягда не менее 200 000 евреев могли быть убиты, умерли от голода или холода или были доставлены немецким оккупантам. «Около 10 процентов всех евреев Польши исчезли с уничтожением гетто в 1942 и 1943 годах. То есть мы говорим, примерно, о 250 тысячах человек, которые пытались укрыться и спастись. После войны в живых осталось около 35 тысяч польских евреев, которые пережили войну в самой Польше, не считая тех, кто смог бежать в СССР и потом вернулся» — пишет польский профессор Ян Грабовский. Он полагает, что жертв могло быть больше, ведь он не учитывает деяния полицаев (в том числе и польских) во время существования гетто.
Хайя Розенблатт свидетельствовала, что в районах, прилегающих к гетто, выстрелы стали обыденностью — все к ним привыкли, а собаки даже перестали откликаться лаем на них — настолько частые и обширные были охоты.

## Польский юденягд
Юденягды проводились не только по инициативе немецкой оккупационной власти, но и нередко инициировались польским нееврейским населением, желавшим получить от немцев вознаграждение — финансовое или материальное (например, одежду или спиртное) — или же во время охоты присвоить еврейское имущество. Ян Грабовский подробно описывает это явление и случаи, когда поляки проводили собственные охоты на евреев.
О причине сотрудничества Грабовский пишет так: «Многие поляки смотрели на евреев через призму средневековых предрассудков и клише, порожденных католической церковью», но дальше подмечает, что точный вклад церкви в дело преследования евреев нельзя оценить, так как архивы католической церкви в Польше на данный момент закрыты. Вдобавок к этому, нет сомнений что немалую часть польских «охотников» преследовало желание улучшить своё материальное положение за счёт немецких вознаграждений и награбленных вещей.
Поляки-«охотники» представали в разных видах: это были и сельские жители, которые вели «ночной дозор», местные осведомители, полицейские, пожарные, — но весь этот механизм находился под контролем немцев. Среди «охотников» могли найтись и «спасители» — не из альтруистических и из моральных соображений «спасали» евреев, а за плату (см. «Случаи юденягдов» ниже).
Грабовский концентрирует свои исследования на окрестностях города Домброва-Трановска на юге-востоке Польши. До войны 5500—6000 жителей из 60 000 были евреями; 500 человек избежали участи быть депортированным в концлагеря и из них лишь 38 дожили до конца войны. Как выяснил профессор, остальных предали или убили с чей-то помощью или лично их же соседи, поляки.

### Случаи юденягдов
Немало случаев, когда поляки скрывали евреев некоторое время, а потом требовали плату за это, иногда угрожая выдать немцам. Например, трагическая судьба Ривки Гликман и двух её сыновей: Михаил Козик, поляк, приютил их в 1942 году. До 1944 он держал из взаперти, постоянно требуя плату, а за три месяца до прихода советской армии у семьи кончились деньги. Козик зарубил всех топором, а предсмертные крики слышали евреи, прячущиеся по другую сторону той же улицы; наутро они выяснили, что Гликманы мертвы.
Лучше сложилась судьба зубного врача Якуба Глатзцерна, которого также приютили в начале войны. Когда деньги иссякли, Якуб «открыл» свой тайник — вырвал плоскогубцами корневой зуб, в котором был спрятан бриллиант, и отдал его хозяйке со словами: «Госпожа Каролек, вот бриллиант: то время, что я буду под вашей крышей, вы будете меня кормить, чтобы я выжил… и это всё!».
Платой за укрытие могло являться и сексуальная эксплуатация. По словами Шейны Мариам Л., в 20-ти летнем возрасте она оказалась с человеком по имени Гарбач, пообещавшем спасти её от гестапо взамен на половую связь, которая произошла в тот же день. Также она отдала ему кольцо с бриллиантом, золотые часы, обручальное кольцо и новый комплект одежды. На следующий день её арестовало гестапо, которому перед отправкой в Освенцим она давала показания: «Сейчас я знаю, что он предал меня», — говорила Мариам о Гарбаче.
Дневник учителя из Лукова Станислава Жеминского описывает свои воспоминания охот со стороны свидетеля. «Оргии убийств творили не только немцы и их помощники — украинцы и литовцы», — писал Станислав, — «Было ясно, что и наши дорогие полицейские [поляки] поучаствуют в резне, ведь известно, что они — животные. Но все оказалось ещё трагичнее — выяснилось, что и рядовые поляки, добровольцы, были заодно с ними». В дневнике описывается случай, когда польские фермеры окружили одну из деревень и начали «охоту на евреев». Они желали получить вознаграждение от немецкого правительства: водку, сахар, картофель, масло, а также личные вещи своих жертв. «Они выводили евреев из домов, выискивали в полях и огородах. Ещё не успевали смолкнуть выстрелы, как они спешили осмотреть доставшееся им имущество. Тела евреев ещё не остыли, как они уже писали заявления на их дома, магазины, мастерские и земельные участки. Они добровольно вызвались участвовать в этой охоте, без малейшего принуждения», — писал Жеминский.
«Герои» Грабовского — поляки — превращали охоту в национальный спорт. Йозеф Кокерский, житель Домброва-Трановска, найдя большое убежище евреев, в котором их было около 18 человек, выдал их всех немцам. А другой «герой», Михал Витковский, поймал еврейскую девушку, которая пряталась в сарае, а затем выдал её властям, забрав у той даже коробку со спицами и нитками.
Приводились случаи о прямых переговоров с немцами. Некий Бронислав Пшендзиал просил два килограмма сахара у немцев за выдачу евреев, которые скрывались в лесу. В другом случае немцы предлагали 500 злотых за каждого еврея. Один фермер, отвечая офицеру гестапо на вопрос, что он хочет в награду за убийство еврея, говорил: «Что сочтете нужным, хотя я был бы рад получить немного одежды». Были случаи, когда поляки жаловались на качество полученных вещей. Один поляк, пока другой хоронил трупы, был возмущён что одно из платьев испорчено дыркой от пули.